# ألفرد ر. كيلمان
ألفرد ر. كيلمان (بالإنجليزية: Alfred R. Kelman)‏ هو منتج تلفزيوني ومخرج أمريكي، ولد في 17 مايو 1936 في نيويورك في الولايات المتحدة.

## وصلات خارجية
- ألفرد ر. كيلمان على موقع IMDb (الإنجليزية)
- ألفرد ر. كيلمان على موقع قاعدة بيانات الفيلم (الإنجليزية)